# Ormsby (Minnesota)
Ormsby es una ciudad ubicada en el condado de Watonwan en el estado estadounidense de Minnesota. En el Censo de 2010 tenía una población de 131 habitantes y una densidad poblacional de 142,88 personas por km².

## Geografía
Ormsby se encuentra ubicada en las coordenadas 43°51′1″N 94°41′55″O / 43.85028, -94.69861. Según la Oficina del Censo de los Estados Unidos, Ormsby tiene una superficie total de 0.92 km², de la cual 0.92 km² corresponden a tierra firme y (0%) 0 km² es agua.

## Demografía
Según el censo de 2010, había 131 personas residiendo en Ormsby. La densidad de población era de 142,88 hab./km². De los 131 habitantes, Ormsby estaba compuesto por el 91.6% blancos, el 0% eran afroamericanos, el 7.63% eran amerindios, el 0% eran asiáticos, el 0% eran isleños del Pacífico, el 0% eran de otras razas y el 0.76% pertenecían a dos o más razas. Del total de la población el 1.53% eran hispanos o latinos de cualquier raza.